# Juliette Gréco (rose)
'Juliette Gréco' est un cultivar de rosiers obtenu en 1999 par la maison Delbard et baptisé en hommage à la chanteuse française Juliette Gréco (1927-2020) qui interpréta Les Roses de Bagatelle. Cette rose est introduite au commerce depuis l'an 2000 et peut être admirée à la roseraie de Bagatelle, à Paris, ou au parc Cervantès de Barcelone.

## Description
Il s'agit d'un rosier buisson pouvant atteindre 150 cm, aux fleurs de couleur jaune pâle presque crème. Elles sont fortement parfumées avec des touches épicées et fruitées. Les fleurs sont grandes et doubles (17-25 pétales) très globuleuses en forme de coupe et évoquant les pivoines par leur aspect. Elles fleurissent tout au long de la saison.
Sa zone de rusticité est de 6b à 9b ; il s'agit donc d'un rosier résistant aux hivers froids. 'Juliette Gréco' est parfait pour les fleurs à couper.